# 어른 학생
어른 학생(adult learner)은 영국이나 북미에서 고등학교 졸업 후 몇년 지나서 대학에 입학하는 학생을 말한다.